# Frederiksburg
Frederiksburg was een koffieplantage aan de Commewijnerivier in het district Commewijne in Suriname. Zij lag links bij het opvaren, stroomafwaarts naast plantage Campenburg en stroomopwaarts naast plantage Hecht en Sterk.

## Geschiedenis
In 1747 werd het Fort Nieuw-Amsterdam opengesteld. Hierdoor werd het moerasgebied aan de beneden-Commewijne beschermd tegen vijandelijke invallen, en werd het uitgegeven voor de aanleg van plantages. Hiervan werden 500 akkers uitgegeven aan Charles Jaubert. In 1752 kwam de grond in bezit van Pierre Frederik l'Espinasse. Hij noemde de plantage Frederiksburg, naar zichzelf. L'Espinasse overleed in 1757 en de plantage kwam in bezit van zijn zuster Sara. In 1772 werd de plantage, net zoals veel andere plantages langs de Commewijne, met 225 akkers uitgebreid.
Jan Frederik Taunay, de grootste administrateur van Suriname werd de volgende eigenaar. Hij voerde in 1821 het beheer over 39 plantages. Daarnaast was hij koopman en assuradeur te Amsterdam. Hij werd ook eigenaar van de buurplantages 't Vertrouwen en Campenburg. Op die manier had hij een aaneengesloten bezit van bijna twee kilometer rivierbreedte. Ook de nabije plantage La Singularité werd door hem aangekocht. Taunay zette de plantage om in een suikerrietplantage. De vier plantages verwerkten het suikerriet op La Singularité waar een stoommachine stond. Na zijn overlijden in 1850 werd de plantage geërfd door acht familieleden Taunay.
Van 1891 tot 1907 was R.H. Leijsner de eigenaar van de drie plantages. Hij ging over op de teelt van cacao. Banaan werd geteeld als schaduwplant voor de cacao. Daarnaast werd ook weer koffie geplant. Van de 933 hectare was ongeveer 125 hectare in productie.
In 1910 werd de plantage opgekocht door het gouvernement om er, samen met Hecht en Sterk, een gouvernementsplantage van te maken. Zij werd ingericht voor de uitgifte van gronden aan contractarbeiders. Hun contracten liepen af en het Gouvernement wilde niet dat zij het land zouden verlaten. Vanaf 1916 werd vermeld dat er koffie, maïs, rijst, aardvruchten, (bak)banaan en sinaasappels werd geteeld. De directeur is Van Genderen. Hij was hiervoor directeur op de plantages Rijnberk en Schaapstede die enige jaren later, samen met Kroonenburg ook gouvernementsplantages werden.
A la bonne heure · Anna's Zorg · Akkerboom · Alliance · Alkmaar · Andresa · Auka · Andreesgift · Bantaskine · Barbados · Batavia · Beekenhorst · Belladrum · Bellevue · Belwaarde · Beninenburg · Berg en Dal · Bergen op Zoom · Berlijn (Commewijne) · Berlijn (Para) · Bethlehem · Boksweide · Boston · Botany Bay · Boxel · Bronswijk · Brouwerslust · Bruinendaal · Bucklebury · Buitenrust · Burnside · Cadrosspark · Caledonia · Campenburg · Cannewapibo · Catharina Sophia · Clevia  · Cliffort-Kokshoven · Clyde · Concordia · Concordia en een Kwart Lot · Courcabo · De Dageraad · De Goede Vriendschap · De Resolutie · De Vier Hendrikken · Diamond · Dijkveld · Domburg · Dordrecht · Eendragt · Elisabeth's Hoop · Ellen · L'Espérance (Nickerierivier) · L'Espérance (Surinamerivier) · Esthersrust · Fairfield · Fortuin · Flora · Florentia · Frederiksburg · Frederiksdorp · Frederikslust · Geertruidenberg · Geyersvlijt · Glensander · Gloria · Groot Chatillon · Groot Marseille · Guadeloupe · Hague · Hamburg · Hamilton · Hamptoncourt · Hannover · Hazard · Hebron · Hecht en Sterk · Hooyland · Hope · Houttuin · Huntly · Huwelijkszorg · Inverness · Jagtlust · Jodensavanne · Johan & Margaretha · Johanna Catharina · Johanna Maria · Johannesburg · John · Katwijk · Kent · Kerkshoven · Killenstein · Klein Bellevue · Kleinhoop · Krappahoek · Kroonenburg · Kwatta · La Jalousie · La Prosperité · La Rencontre · La Ressource (Saramacca) · La Ressource (Surinamerivier) · La Singularité · Laarwijk · Leasowes · Leliëndaal · Leonsberg · Livorno · Longmay · Lunenburg · Lust en Rust · Lustrijk · Maasstroom · Margarethenburg · Maria Petronella · Mariënbosch · Mariënburg · Margaretha's Gift · Mary's Hope · Meerzorg · Merveille · Moed en Kommer · Mon Bijou · Mon Souci · Mon Trésor · Monnikendam · Mopentibo · Morgenster · Moy · Nieuw Mocha · Nieuwzorg · Nieuwe Aanleg · De Nieuwe Grond · Nijd en Spijt · Novar · Nursery · Nut en Schadelijk · Onoribo · Onverwacht · Oranibo · Ornamibo · Overbrug · Overtoom 
· Oxford · Palestina · Paradise · Persévérance · Petersburg · Picardië · Peperpot · Pieterszorg · Plaisance · Poelwijk · Potosie · Purmerend · Reijnsdorp · Reijnsfort · Rijnberk · Roosenburg · Rorac · Rust en Werk · Rustenburg · Saltzhalen · Sans Souci · Saphir · Sarah · Sardam · Schaapstede · Schoonoord · Sinabo en Gelre · Sint Barbara · Sint Eustatius · Slootwijk · Sorgvliet · Spieringshoek · Standvastigheid · Suidwijn · Suzanna's Daal · Toevlugt (Surinamerivier) · Tout Lui Faut · Toledo · Totness · Tyronne · 't Vertrouwen · Victoria · Vierkinderen · Visserszorg · Voorburg · Voorzorg (Saramacca) · Vossenburg · Vredenburg · Vriendsbeleid en Ouderzorg · Vreeland · Waltonhall · Waldijk · Waterloo · Wederzorg · Welbedacht · Welgelegen (Commewijne) · Welgelegen (Coronie) · Welgevallen · Weltevreden · Wolffs Capoerica · Wolfenbüttel · 't Ylant · Zoelen · Zorg en Hoop (hout) · Zorg en Hoop (indigo) · Zorg en Hoop (katoen) · Zorg en Hoop (suiker)